# Dimeticone
I dimeticoni (conosciuti anche come polidimetilsilossani) sono fluidi idrorepellenti con una bassa tensione superficiale. Strutturalmente, si caratterizzano per essere polimeri la cui struttura chimica di base è costituita da una successione di atomi di silicio e di ossigeno.
I dimeticoni sono preparati per idrolisi e successive polimerizzazioni di diclorodimetilsilano e clorotrimetilsilano. I prodotti che si vengono a formare dalle idrolisi contengono gruppi di silanolo attivo che policondensano permettendo il procedere della polimerizzazione. Variando la proporzione di clorotrimetilsilano, possono essere preparati vari tipi di siliconi, distinti fra di loro dall'indicazione del valore della viscosità nominale rappresentata da un numero posto dopo il nome della sostanza. I dimeticoni, la cui formula è CH3[Si(CH3)2O]nSi(CH3)3 dove n è il numero dei monomeri [SiO(CH3)2] che si ripetono, corrispondono a un grado di polimerizzazione (n da 20 a 400) tale che la loro viscosità nominale è compresa tra 20 e 1 000 mm²/s.

## Caratteristiche strutturali e fisiche
I dimeticoni sono liquidi incolori e inodori. Non risultano miscibili con acqua, alcol, acetone e metanolo. Sono invece miscibili con idrocarburi clorurati, etere, xilene, amile acetato, cicloesano, kerosene, toluene ed etile acetato. Sono molto poco solubili in alcol assoluto e in alcol isopropilico.
Il dimeticone attivato (simeticone secondo USP) che è utilizzato in terapia è costituito da una miscela di dimeticoni contenenti il 4-7% di silicio biossido finemente suddiviso. Appare come un fluido grigio, translucido e viscoso. La fase liquida è insolubile in acqua e in alcol e solubile in cloroformio, in etere e in benzene. La parte costituita da silicio biossido rimane sempre non disciolta. Il dimeticone si conserva in recipienti ermeticamente chiusi.
L'attività farmacologica del dimeticone è dovuta alle sue proprietà antischiuma. Gli agenti antischiuma a base di silicio si disperdono sulla superficie dei liquidi acquosi formando un film di bassa tensione superficiale che fa sì che le bolle di gas presenti nel tratto gastrointestinale si uniscano per formare delle entità di maggiori dimensioni (coalescenza) formando gas libero che viene facilmente eliminato.

## Farmacocinetica
Il dimeticone non viene assorbito dal tratto gastrointestinale e non interferisce con l'assorbimento di altre sostanze. Viene eliminato immodificato nelle feci.

## Usi clinici
Il dimeticone trova impiego nel trattamento sintomatico della flatulenza e del meteorismo gastroenterico, sia dell'adulto sia del bambino. Viene talvolta utilizzato come antiacido.
Viene inoltre utilizzato per eliminare gas, aria e schiuma dal tratto gastrointestinale prima di eseguire esami radiografici, ecografici e gastroscopici. Viene spesso somministrato in associazione con antiacidi come l'idrossido di alluminio.
Sotto forma di creme, lozioni e unguenti il dimeticone è spesso utilizzato per prevenire la formazione di piaghe da decubito e per la protezione della cute dalle irritazioni dovute a incontinenza urinaria o fecale.

## Controindicazioni
Il dimeticone è controindicato nei soggetti con ipersensibilità nota. È inoltre in genere controindicato in gravidanza. In letteratura esistono numerosi studi volti a verificare se l'assunzione di dimeticone sia in grado di determinare un alterato assorbimento di alcuni farmaci, tra questi la digossina, il propranololo, la fenitoina. Sebbene sia opportuno agire con cautela e tenendo presenti possibili interazioni con altri farmaci assunti dal paziente, l'eventuale modificato assorbimento non sembra in grado di determinare un'alterazione della biodisponibilità.

## Dosi terapeutiche
Il dimeticone è disponibile in commercio sotto forma di compresse masticabili, gocce e sospensione. Si somministra per via orale in dosi di 80 mg alla fine di ogni pasto principale.